# ГЕС Mykstufoss
ГЕС Mykstufoss — гідроелектростанція в південній частині Норвегії, за 80 км на захід від Осло. Розташовуючись між ГЕС Nore II (вище по течії) та ГЕС Djupdal (14,3 МВт), входить до складу каскаду на річці Нумедалслоген, яка в місті Ларвік впадає до затоки Богус (протока Скагеррак).
Відпрацьований ГЕС Nore II ресурс потрапляє в розташоване на Нумедалслоген озеро Нуреф'юрен (Norefjorden) з рівнем поверхні на позначці 265 метрів НРМ (сюди ж через ГЕС Увдал ІІ надходить ресурс з дериваційного гідровузла, головною станцією якого є ГЕС Увдал І). Далі природним шляхом вода потрапляє до наступного озера Kravikfjorden, перетвореного на сховище з припустимим коливанням рівня поверхні між позначками 259,5 та 262 метри НРМ. Звідси починається прокладений через лівобережний масив Нумедалслоген дериваційний тунель довжиною біля 5 км.
Підземний машинний зал станції обладнаний двома турбінами типу Френсіс потужністю 28 МВт та 24 МВт, які при напорі у 57,5 метра забезпечують виробництво 280 млн кВт-год електроенергії на рік. На початку 2010-х років провели ремонтні роботи, які включали заміну статора в генераторі гідроагрегату № 1 та встановлення нової автоматики.
Відпрацьована вода по відвідному тунелю довжиною понад 1 км повертається у Нумедалслоген.